# Гордова Тамара Федорівна
Тамара Федорівна Гордова́ (нар. 30 серпня 1948, Цвітне) — українська художниця декоративного розпису, мистецтвознавець і педагог; член Черкаської організації Спілки радянських художників України з 1984 року.

## Життєпис
Народилася 30 серпня 1948 року в селі Цвітному (нині Кропивницький район Кіровоградської області, Україна) в сім'ї народних майстрів Федора та Марини Гордових. 1954 року родина переїхала до Черкас, де Тамара закінчила школу № 20.
Протягом 1967—1970 років працювала декоратором Черкаського міськпромторгу. 1974 року успішно закінчила Одеське театрально-художнє училище, здобувши спеціальність художника-оформлювача сцени. Навчалася у Костянтина Стамерова, Леона Альшиця, В. Бабиніна. У 1975—1980 роках обіймала посаду завідувача групи естетики Центру наукової організації праці «Укрсільгосптехніки»; з 1980 року — у Черкаських художньо-виробничих майстернях Художнього фонду Спілки радянських художників України.
2005 року закінчила факультет мистецтвознавства та критики Національної академії образотворчого мистецтва та архітектури, де навчалася у Віктора Джулая, Володимира Могилевського, Юрія Белічка, Олександра Сєдака, Олександра Федорука. Здобула спеціальність «образотворче та декоративно-прикладне мистецтво». Викладає прикладну графіку в Східноєвропейському університеті імені Рауфа Аблязова в Черкасах.
Мешкає в Черкасах, в будинку на вулиці Сумгаїтській, № 69, квартира № 53.

## Творчість
Працює у галузях станкового живопису (пише натюрморти), графіки, ужиткового мистецтва (декоративний розпис, писанкарство), театрально-декораційного мистецтва. Створює картини на полотні та папері, використовуючи кольорове тло переважно темних відтінків. Тематика картин переплітається з пісенним, поетичним та етнографічним фольклором. Композиції мають геометричну структуру (квадрати, прямокутники, кола), що символізує давню гармонію між людством і природою. Образи творів спираються на народні традиції, поєднують елементи живопису та графіки, а символізм підсилюється психологічною глибиною та метафоричністю зображень людей, птахів і квітів. Серед робіт:
розписи
- «Перші» (1970, папір, темпера), «Квіти баби Наталки» (1977, папір, гуаш), «Квітуче дерево життя» (1988, картон, темпера), «Голуб на калині» (1988, картон, темпера, перо)[a];
- «Впало пір'я на подвір'я…» (1975)[b], «Птахи. В паморозь» (1977, папір, темпера; Олександрівський районний краєзнавчий музей)[7];

серії розписів
- «Квіти рідного краю» (1975—1984)[c];
  - «Чигир-трава» (1979, папір, темпера, перо; Хмельницький художній музей)[6];
- «Один рік кохання» (1986—1993)[d];
- «Тобі, з тобою і без тебе» (1996—2000)[e];

інше
- триптих «Благослови, земле» (1986);
- серія пастелей «Чорне море» (1989);
- серія живописних натюрмортів «Селянські речі» (1999—2004);
- серія писанок: «Квіти» (1993), «Птахи» (1996), «Клинці» (2005).

У Черкаському музично-драматичному театрі імені Тараса Шевченка оформила вистави: «Крихітка» (1996), «Курочка ряба» (1997), «Браво, Маестрик» (1998). У 1996 році в Національному дендропарку «Софіївці» в Умані здійснила художню постановку свят «Софіївка–200».
Авторка альбомів
- «Декоративний розпис. Малярство. Писанки.» / автори статей Василь Захарченко, Лідія Орел, Володимир Підгора. — Київ: Bona Mente, 2001. — 48 с.: іл. — ISBN 966-95229-6-X[9];
- «Квіти України  : декоративний  розпис» / автор-упорядник Лідія Борщенко. Луганськ, 2005 [10].

З 1976 року учасниця багатьох всесоюзних, всеукраїнських та міжнародних виставок. Персональні виставки відбулися у Каневі у 1976, 1980, 1987, 1992, 1996—1997, 1999, 2005, 2023 роках, Черкасах у 1976, 1978, 1982, 1986, 1993, 1996, 1998, 2005 роках, Києві у 1977, 1980, 1982, 1996, 2001, 2024 роках, Умані у 1979, 1987 роках, Ленінграді у 1981 році, Івано-Франківську у 1986, 1998 роках, Львові у 1987, 1989, 1996 роках, Луганську в 1990, 1999, 1993—2005 роках, Коломиї у 1986 році, Сумах, Лебедині, Ромнах, Конотопі, Луцьку в 1987 році, Хмельницькому у 1989 році, Варшаві та Гданську в 1990 році, Чернігові у 1994 році, Ніжині у 1995 році, Прилуках у 1996 році, Москві у 1997 році, Ужгороді, Тернополі, Бережанах у 1998 році, Стаханові та Чигирині у 1999 році, Переяславі у 2024—2025 роках.
Роботи художниці прикрашають експозиції близько 30 музеїв України, зокрема, крім вище згаданих музеїв, зберігаються у Бережанському, Волинському, Вінницькому, Конотопському, Тернопільському краєзнавчих музеях, Національному музеї декоративного мистецтва України в Києві, Запорізькому, Лебединському, Луганському, Сумському, Черкаському, Івано-Франківському художніх музеях, Коломийському музеї народного мистецтва Гуцульщини та Покуття, Національному музеї у Львові; в приватних колекціях України, музеях та приватних колекціях Англії, Болгарії, Німеччини, Ізраїлю, Канади, Сполучених Штатів Америки, Франції, Молдови, Польщі, Російської Федерації.

## Мистецтвознавство
Авторка публікацій:
- Ранній період життя та творчості художника-кераміста Гордова Федора Петровича // Збірник матеріалів VII Всеукраїнської науково-практичної конференції. Черкаси, 2021. С. 56-59.;
- Конспект лекцій з дисципліни «Прикладна графіка» для студентів денної й заочної форм навчання спеціальності 022 «Дизайн» освітнього ступеня «бакалавр». // Черкаси: Східноєвропейський університет імені Рауфа Аблязова, 2023. 57 с.;
- Робоча програма з дисципліни «Прикладна графіка» для студентів денної й заочної форм навчання спеціальності 022 «Дизайн» освітнього ступеня «бакалавр». // Черкаси: Східноєвропейський університет імені Рауфа Аблязова, 2023. 22 с.;
- Прикладна графіка: методичні вказівки до вивчення дисципліни для здобувачів спеціальності 081 «Право» освітнього ступеня «бакалавр», освітньо-професійна програма «Право». // Черкаси: Східноєвропейський університет імені Рауфа Аблязова, 2023. 21 с.

## Відзнаки
- Заслужений художник України з 1997 року[13];
- Почесна грамота Президента України (2002)[5];
- Почесна грамота Черкаської обласної ради (серпень 2021, № 165)[12].

## Виноски
1. ↑  Всі у Хмельницькому художньому музеї[6].
2. ↑  На вірш поета-пісняра Юрія Рибчинського.
3. ↑  Створена на основі легенд про рослини. Нараховує понад 50 творів[1].
4. ↑  Написані на вірші різних поетів: Тараса Шевченка, Юрія Рибчинського, Наталі Замулко, Наталі Севернюк, Василя Симоненка, Алли Данилюк, Олександра Марченка[8].
5. ↑  28 картин на основі поезії Людмили Тараненко[1]. Кожен твір має віршований супровідний текст, який розкриває зміст картин[8].
6. ↑  На Тарасовій горі[3].
7. ↑  У Національному музеї декоративного мистецтва України.
8. ↑  У Музеї «Заповіту» Тараса Шевченка[11].